# Kfar HaOranim
Kfar HaOranim (hébreu : כְּפָר הָאֳרָנִים, litt. « village des pins »), aussi appelée de Menora (מְנוֹרָה) et Giv'at Ehud, est une colonie israélienne illégale au regard du droit international,, située en Cisjordanie, territoire palestinien occupé. Elle se situe à proximité de la Ligne verte séparant la Cisjordanie et Israël.
Elle est rattachée au conseil régional de Mateh Binyamin et compte 2 678 habitants en 2016. Elle jouxte la colonie de Lapid dans le contrefort de Latroun en Cisjordanie et se trouve près de la ville de Modi'in. 

## Historique
Le projet de construction de la colonie est lancé en 1981. La localité est alors baptisée Giv'at Ehud d'après Ehud Ben Amiti, un pilote de l'opération Opéra. La première pierre est posée en 1984 lors d'une cérémonie en présence du Premier ministre israélien Yitzhak Shamir, le lieu ayant entretemps été renommé Menora. Toutefois, des différends judiciaires sur la propriété des terres retardent la construction. Les premiers habitants emménagent en octobre 1997.
La colonie est affiliée au mouvement Amana.

## Situation juridique
La communauté internationale dans son ensemble considère les colonies israéliennes de Cisjordanie illégales au regard du droit international, mais le gouvernement israélien conteste ce point de vue.